# Soneto 45
| «» Soneto 45 |
| --- |
| The other two, slight air, and purging fire Are both with thee, wherever I abide; The first my thought, the other my desire, These present-absent with swift motion slide. For when these quicker elements are gone In tender embassy of love to thee, My life, being made of four, with two alone Sinks down to death, oppress'd with melancholy; Until life's composition be recured By those swift messengers return'd from thee, Who even but now come back again, assured Of thy fair health, recounting it to me: This told, I joy; but then no longer glad, I send them back again, and straight grow sad. |
| –William Shakespeare |

O Soneto 45 foi escrito por William Shakespeare e faz parte dos seus 154 sonetos. 

## Traduções
Na tradução de Thereza Christina Rocque da Motta,
Os dois outros, o ar leve e o fogo ardente,
Estão contigo aonde quer que eu me encontre;
O primeiro, meu pensamento, o outro, meu desejo,
Entre a presença e a ausência, deslizam furtivamente;
Pois quando se vão estes rápidos elementos
A prestar-te os doces louvores do amor,
Minha vida, feita de quatro, com dois apenas
Fenece e morre, subjugada pela melancolia;
Até que a composição da vida seja sanada
Por teus lépidos mensageiros,
Que somente agora retornam, aﬁançando
Teu bem-estar, deixando-me em sossego.
Assim, me regozijo; porém, insatisfeito,
Rechaço-os, e torno-me ainda mais infeliz.